# Crveni Kmeri
Crveni Kmeri  (kmerski: Kmae Krɑhɑɑm) su izrazito okrutna komunistička organizacija koja je vladala Kambodžom od 1975. do 1979. godine. Vođa im je bio Pol Pot.
Izraz predstavlja prijevod francuskog izraza "Khmer Rouge," - "Crveni Kmeri" - prvi put korištenog od strane kambodžanskog državnog poglavara Norodoma Sihanouka i kasnije preuzetog od svih drugih jezika. On se koristio za niz komunističkih partija u Kambodži koji su evoluirali u Komunističku partiju Kampučije (CPK) a kasnije u Partiju Demokratske Kampučije. Organizacija je također poznata pod nazivima Kmerska komunistička partija i Nacionalna armija Demokratske Kampučije.
Crveni Kmeri su tijekom svoje vladavine izvršili stravične zločine nad stanovnicima Kambodže pokušavajući ostvariti suludu agrarnu reformu i etnički čistu kmersku državu, pri čemu su pobili oko milijun i pol ljudi. Najpoznatiji zločini dogodili su se na poljima smrti. Za njihova režima, Kambodža je preimenovana u Demokratsku Kampućiju.
Vodstvo Crvenih Kmera je ubrzo po završetku Vijetnamskog rata započelo s anti-vijetnamskom kampanjom, uperenom protiv etničkih Vijetnamaca unutar Kampućije i vijetnamske države koju se smatralo imperijalističkom silom. Nakon nekoliko godina graničnih sukoba između Revolucionarne armije Kampućije, oružanog krila Crvenih Kmera, i Vijetnamske narodne armije, Vijetnam je brzom vojnom operacijom srušio Pol Potov režim 1979. godine.
Od 1990. godine je dopušteno biti pripadnik islama, budizma i kršćanstva.

## Povijest
Iako Crveni Kmeri vode podrijetlo od Kambodžanske narodne revolucionarne partije, osnovane kao ogranak Indokineske komunističke partije, ona se kao poseban pokret izdvojila tek 1960-ih kada je na njeno čelo došla grupa pariških studenata na čelu s Pol Potom. Godine 1968. započeli su oružani ustanak protiv Sihanoukovog režima, a nakon Lon Nolovog puča 1970. podržavali Sihanoukovu vladu u izbjeglištvu, te vodili gerilsku kampanju kao dio šireg vijetnamskog rata. 17. travnja 1975. su Crveni Kmeri konačno ostvarili pobjedu u ratu, ušli u Phnom Penh i preuzeli vlast u Kambodži.
Vladavina Crvenih Kmera nad Kambodžom, kojoj su promijenili ime u Demokratska Kampučija, ostala je zabilježena kao jedan od najradikalnijih društvenih prevrata u povijesti. Nedugo nakon dolaska na vlast, Demokratska Kampučija je službeno ukinula novac, banke, privatno vlasništvo, zabranila ispovijedanje religije, zatvorila sve bolnice i škole, te gotovo cjelokupno stanovništvo kambodžanskih gradova protjerala na selo gdje su bili prisiljeni raditi u kolektivnim poljoprivrednim komunama. Svatko tko se opirao toj politici bio je proglašen neprijateljem poretka i likvidiran. Osim stare aristokracije i društvene elite, na posebnoj meti režima su bili intelektualci koji su se držali "uprljanim" zapadnom kulturom, a samim time i reakcionarnom buržoaskom ideologijom. Režim Crvenih Kmera je također počeo vršiti brutalno etničko čišćenje nad manjinama kao što su Kinezi i Vijetnamci.
Računa se da je za četiri godine vlasti Crvenih Kmera, što zbog fizičkih likvidacija, što zbog posljedica gladi i bolesti, stradalo 20-40 % stanovnika Kambodže. Režim je s vremenom postajao sve paranoičniji i u strahu od unutrašnjeg puča, a to se odrazilo i na odnose s bivšim saveznikom Vijetnamom. Krajem 1978. Pol Pot je započeo tzv. treći indokineski rat s ciljem da oslobodi nekada kmerska područja svog istočnog susjeda. Usprkos kineskoj podršci, Vijetnamci su lako porazili Crvene Kmere i ušli u Pnohm Penh 7. siječnja 1979.
Dio Crvenih Kmera se tada priklonio Vijetnamcima, formirao vladu s Hun Senom na čelu i proglasio Narodnu Republiku Kampućiju. Crveni Kmeri su tada prisiljeni ponovno djelovati kao gerilska paravojna formacija s bazama u neprohodnim džunglama na granici s Tajlandom. Nakon određenog vremena, pod parolom borbe protiv vijetnamskog okupatora, sklopili su privremeni savez s antikomunističkom organizacijom KPNLF, kao i Sihanoukovim rojalistima iz organizacije ANS. Međutim, ni uz tako dobivenu američku i zapadnu podršku nisu bili u stanju svrgnuti Hun Sena sve do završetka hladnog rata.
Usprkos vojnom porazu i genocidu, Crveni Kmeri su još godinama po gubitku vlasti u Kambodži držali kambodžansko mjesto u Općoj skupštini UN-a, uz podršku SAD-a i Kine.
Građanski rat u Kambodži završen je 1991. godine mirovnim sporazumom temeljem kojeg su trebali biti održani demokratski izbori na kojima bi sudjelovali i Crveni Kmeri. Međutim, Crveni Kmeri su godinu dana kasnije odbili prihvatiti njihove rezultate te ponovno započeli gerilsku borbu. Nakon četiri godine polovica Crvenih Kmera je pristala na vladinu amnestiju. Među preostalim Crvenim Kmerima započela je krvava frakcijska borba, završena uhićenjem Pol Pota koji je preminuo u zatočeništvu godinu dana kasnije. Posljednji vođe Crvenih Kmera predali su se u prosincu 1999. godine i organizacija je tada prestala postojati. Dio vođa danas čeka suđenje zbog sudjelovanja u genocidu 1970-ih.

## Polja smrti
Polja smrti su lokacije u Kambodži gdje je veliki broj ljudi ubijen i sahranjen za vrijeme režima Crvenih Kmera. Tu je pogubljeno najmanje 200.000 ljudi (dok se procjenjuje da je ukupan broj mrtvih kao posljedica politike Crvenih Kmera, uključujući bolesti i izgladnjenost, od 1,4 do 2,2 milijuna od ukupne kambodžanske populacije od 7 milijuna).
Polja smrti je naziv istoimenog britanskog cjelovečernjeg filma iz 1984. o režimu Crvenih Kmera u Kambodži. Film se temelji na iskustvima triju novinara: Ditha Prana, Kambodžijca, Sydneya Schanberga, Amerikanca i Joana Swaina, novinara iz Velike Britanije. Film, kojeg je režirao Roland Joffé, osvojio je tri oskara, a u njemu glume Sam Waterston kao Schanberg, Haing S. Ngor kao Dith Pran, Julian Sands kao Jon Swain i John Malkovich kao Al Rockoff. Prilagodbu scenarija napisao je Bruce Robinson, a glazbu za film napisao je Mike Oldfield.

## Vanjske poveznice
- Povijest uspona i pada Crvenih Kmera
- Sveučilište Yale: Kambodžanski program genocida